# Été 90 - Let Me Dance
Albums de Dalida
Dalida mon amour - volume 2
(1990) Comme si j'étais là...
(1995)
Dans la continuité de Quelque part au soleil, Orlando commercialise une nouvelle compilation de Dalida Été 90 - Let Me Dance. Cette compilation offre au public, sur un tempo actuel, un nouveau medley de la chanteuse constitué de deux de ses succès d'été Laissez-moi danser et Rio do brasil.
Le medley sera commercialisé en 45 tours et cd single.

## Été 90 - Let me dance
- Let me dance (Club mix)
- Kalimba de luna (version anglaise)
- La danse de zorba (version 86)
- J'attendrai
- Ti amo (je t'aime)
- C'était mon ami
- Quelque part au soleil (mégamix)
- Danza
- Il faut danser reggae
- Confidences sur la fréquence
- Aghani Aghani

J'attendrai est ici amputée de son intro chantée acappella réduisant la chanson à une durée de 3 min 18 s. Quelque part au soleil est remaniée également par la suppression d'un refrain en début de chanson.

## Extraits
- Let me dance (version single)/Dalida mon amour
- Let me dance (club mix)/Quelque part au soleil (mégamix)/J'attendrai/Let me dance (version single)

Le mini cd comporte quatre plages alors que seules les trois premières sont mentionnées sur la pochette.